# Reuenthal (Weilbach)
Reuenthal  ist ein Gemeindeteil des Marktes Weilbach im unterfränkischen Landkreis Miltenberg in Bayern.

## Geographie
Das Dorf Reuenthal liegt auf 210 m ü. NHN im Tal des Weilbaches östlich des Dorfes Weilbach. Nordöstlich befindet sich der zu Miltenberg gehörende Ort Monbrunn, südöstlich liegt Neudorf, ein Gemeindeteil von Amorbach. Durch Reuenthal führen der Fränkische Marienweg sowie der Nibelungensteig.

## Geschichte
Das Dorf Reuenthal wurde 1248 das erste Mal als Ruwendal erwähnt. Es gab bis heute noch 5 weitere Schreibweisen des Ortsnamens.
- 1528 Rewenthal
- 1567 Reuethal
- 1660 Raienthal
- 1663 Reyenthall
- 1664 Reuellthal

Danach hat sich die heutige Schreibweise etabliert.
Bedeutung des Ortsnamens: Steinige, unwegsame Gegend; Ödung.
In der Tat liegt der Ort idyllisch versteckt. Er war früher nur durch eine Furt über den Weilbach, der manchmal auch Reuenthalerbach genannt wurde, über den Forstberg zugänglich, bis am Friedhof eine Brücke nach Reuenthal gebaut wurde.
Die Teilung des Ortes: Schon im 14. Jahrhundert wurde von "diesseits" und "jenseits" oder "links und rechts der Bach" bekannt. Die gegen Miltenberg gelegene Seite gehörte zu Cent Bürgstadt und später zu
Miltenberg und kirchlich zu Heppdiel. Die gegen Amorbach liegende Seite zählte zur Cent Amorbach und kirchlich zu Weilbach. Im Dreißigjährigen Krieg sank die Einwohnerzahl auf 20 Einwohner. Bei der Volkszählung 1698 gab es 14 Familien mit 81 Einwohnern.
Die Reuenthaler Glocke: 1842 wurde dieses „Zügleinglöcklein“ für 60 Gulden angeschafft. Es wurde bis vor einigen Jahren noch täglich von der Familie Löhr geläutet.